# Boin
Boin también conocida como Boin Lecture es una novela visual eroge desarrollada por Crossnet-Pie y lanzada en Japón en 2004. Un año después, fue adaptada a una serie OVA hentai de dos episodios. Fue lanzada también una versión en juego DVD en 2007. 'Boin' (ぼいん?) es un argot japonés para los "pechos grandes".

## Anime
La OVA fueron producidas por Milky Animation Label, siendo el primer episodio lanzado el 25 de agosto de 2005 y, el segundo, el 25 de enero de 2006. La versión oficial con subtítulos en inglés del primer episodio fue lanzado el 21 de marzo de 2006, mientras que el segundo, el 21 de noviembre del mismo año.

### Personajes
- Daisuke Ichijou: es el protagonista principal de la novela, su oficio es ser profesor de una escuela particular; Se caracteriza por tener cabello marron y ojos color avellana.
- Nao Lihara: es una de las tres antagonistas de la novela, su oficio es ser enfermera. Se caracteriza por ser muy atractiva y tener cabello entre rojizo y rosado, con ojos color verde y por ser bastante abierta de personalidad, en la novela siempre tiene celos de su rival Mitsugi Tsukushino y se caracteriza por ser entusiasta y cariñosa.
- Mitsugu Tsukushino: es la segunda antagonista de la novela, es una chica millonaria y que desciende de ello, también es alumna de Daisuke en el instituto escolar que está inscrita, Se caracteriza por ser totalmente de cabello rubio y ojos color morado; también se caracteriza por tener un carácter de ser tímida y alegre.
- Miss Touko: es la tercera antagonista de Boin y  es la única antagonista que no sale nuevamente en la secuela de Resort Boin, su oficio es ser la directora principal del instituto donde labora Daisuke; Se caracteriza por tener cabello de color azul y ojos color verde claro, Su personalidad es que se caracteriza por ser solitaria o no socializar con las personas, pero en la novela siente igual atracción por Daisuke al igual que Nao y Mitsugi.

## Lanzamiento
Boin debutó en el tercer puesto de los juegos bishōjo más vendidos de la semana. Pronto cayó en el ranking en las siguientes dos semanas antes de salir del top 50.